# Ugotowany
Ugotowany (ang. Burnt) – amerykańsko-angielski komediodramat z 2015 roku w reżyserii Johna Wellsa, wyprodukowany przez wytwórnię The Weinstein Company. Główne role w filmie zagrali Bradley Cooper, Sienna Miller, Alicia Vikander i Daniel Brühl.

## Fabuła
Adam Jones (Bradley Cooper) w młodości zyskał rozgłos jako kreatywny szef kuchni. Zawsze kroczył własną ścieżką i tworzył intrygujące połączenia smaków, dzięki czemu stał się ulubieńcem krytyków kulinarnych, ale niestety, nie udźwignął ciężaru sławy. Po ogromnym sukcesie mężczyzna wpadł w uzależnienie od narkotyków i alkoholu, przez co jego kariera się załamała. Zniknął z pierwszych stron gazet, po czym przepadł bez wieści.
Po wielu latach mistrz gotowania pragnie powrócić na szczyt. Postanawia skorzystać z okazji, aby znów zaistnieć w branży i próbuje swoich sił w samym sercu Londynu, gdzie znajomy powierza mu prowadzenie kuchni w luksusowym hotelu. Adam gromadzi najlepszą załogę, by stworzyć docenianą najwyższymi laurami restaurację, dzięki której otrzyma trzecią gwiazdkę Michellin. Początki współpracy nie są łatwe, ale kucharze bardzo się starają, aby podołać wymaganiom ambitnego i wymagającego szefa. W zespole Adama pojawia się też piękna Helene (Sienna Miller), z którą zaczyna go łączyć coś więcej niż praca. To dla niego szansa, aby uporządkować prywatne sprawy i osiągnąć upragnioną stabilizację również na tym polu.

## Obsada
- Bradley Cooper jako Adam Jones
- Sienna Miller jako Helene
- Omar Sy jako Michel
- Daniel Brühl jako Tony Balerdi
- Riccardo Scamarcio jako Max
- Sam Keeley jako David
- Alicia Vikander jako Anne Marie
- Matthew Rhys jako Montgomery Reece
- Uma Thurman jako Simone
- Emma Thompson jako doktor Rosshilde
- Lily James jako Sara
- Sarah Greene jako Kaitlin

## Produkcja
Zdjęcia do filmu kręcono w Londynie (Anglia) oraz w Nowym Orleanie (Luizjana).

## Odbiór

### Box office
Z dniem 10 lutego 2016 roku film Ugotowany zarobił łącznie $13.7 milionów dolarów w Ameryce Północnej, a $23.0 milionów w pozostałych państwach; łącznie $36.6 milionów, w stosunku do budżetu produkcyjnego $20 milionów.

### Krytyka w mediach
Film Ugotowany spotkał się z mieszaną reakcją krytyków. Agregujący recenzje filmowe serwis Rotten Tomatoes, w oparciu o sto czterdzieści dziewięć omówień, okazał obrazowi 29-procentowe wsparcie (średnia ocena wyniosła 5 na 10). Na portalu Metacritic średnia ocen z 28 recenzji wyniosła 42 punkty na 100.